# Phyllodromica integra
Phyllodromica integra är en kackerlacksart som först beskrevs av Lucien Chopard 1936.  Phyllodromica integra ingår i släktet Phyllodromica och familjen småkackerlackor.
Artens utbredningsområde är Algeriet. Inga underarter finns listade i Catalogue of Life.